# يسوكي كوباياشي (لاعب كرة قدم مواليد 1983)
يسوكي كوباياشي (باليابانية: 小林 優希) (16 أكتوبر 1983 في هيروشيما في اليابان – )؛ هو لاعب كرة قدم ياباني سابق كان يلعب كلاعب وسط.

## وصلات خارجية
- يسوكي كوباياشي على موقع رابطة كرة القدم اليابانية للمحترفين (اليابانية)
- يسوكي كوباياشي على موقع Soccerway.com (الإنجليزية)